# شریدن، شهرستان پلاسر، کالیفرنیا
شریدن، شهرستان پلاسر (به انگلیسی: Sheridan) یک منطقهٔ مسکونی در ایالات متحده آمریکا است که در شهرستان پلاسر، کالیفرنیا واقع شده‌است. شریدن، شهرستان پلاسر ۶۷٫۴۵۵ کیلومتر مربع مساحت و ۱٬۲۳۸ نفر جمعیت دارد و ۳۴٫۱۴ متر بالاتر از سطح دریا واقع شده‌است.